# Бек, Василий Алексеевич
Василий Алексеевич Бек (род. 29 января 1949 года, Москва, РСФСР, СССР) — советский и российский художник, член-корреспондент РАХ (2023).

## Биография
Родился 29 января 1949 года в Москве, живёт и работает в Коломне.
В 1967 году — окончил Московскую среднюю художественную школу, в 1979 году — окончил Коломенский педагогический институт.
С 1987 по 2022 годы — директор Коломенской детской художественной школы имени М. Г. Абакумова.
С 2000 года — член Союза дизайнеров России.
С 2016 по 2017 годы — член Общественной палаты Коломны, с 2021 года — член совета ветеранов Коломенского городского округа.
В 2008 году — избран членом-корреспондентом Международной академии общественных наук, в 2015 году — избран членом Международного союза педагогов-художников, в 2017 году — избран почётным членом Международной Академии качества и маркетинга.
В 2016 году — избран почётным членом, в 2023 году — членом-корреспондентом Российской академии художеств от Отделения графики.

## Творческая деятельность
Основные произведения: «Вода для семьи» (1991, бумага, тушь, перо, 30*40), «Просёлок» (1995, бумага, тушь, перо, 30*40), «Внимательная» (1996, бумага, графитный карандаш, 40*22), «В сквере — жизнь» (1999, бумага, тушь, перо, 30*40), «Снежок» (2000, бумага, графитный карандаш, 40*28), «Запутанный след» (2000, бумага, карандаш, 42*30), «Голова девочки» (2001, бумага, карандаш, 25*25), «Ой…» (2001, бумага, тушь, перо 35*35), «Силуэт» (2002, бумага, карандаш, 30*45), «Окраина» (2003, бумага, карандаш, 40*28), «Ветки путаются» (2003, бумага, тушь, перо, 28*42), «Водичка для акварели» (2005, бумага, сангина, 35*47), «Умница» (2005, бумага, итальянский карандаш, 35*45), «Речка в ледовом плену» (2013, бумага, тушь, перо, 30*40), «Первый мазок» (2013*, бумага, ретушный карандаш, 60*40), «Дворник» (2015, бумага, тушь, перо, 30*40), «Неразлучные одноклассницы» (2015, бумага, тушь, перо, 60*40).
Произведения представлены в собраниях Коломенского краеведческого музея, фондах Коломенской детской художественной школы имени М. Г. Абакумова, в частных коллекциях.
Участник групповых выставок с 2003 года.
Персональные выставки: «Мастерами славится Россия» (Коломна, 2010), «Выставка графических работ преподавателя рисунка ДХШ В. А. Бека» (Зарайск, 2010), «Ввысь» (Саратов, 2012), «Портрет в интерьере» (Коломна, 2014), «Натюрморт» (Москва, 2016).

## Награды
- Заслуженный работник культуры Российской Федерации (2008)[1]
- Медаль «В память 850-летия Москвы» (1997)
- Наградной знак «Во имя жизни на земле» (2009)
- Почётный знак «За отличие в труде» (2009)
- Знак губернатора Московской области «Благодарю» (2009)
- Наградной знак «Честь и польза» Общественного движения «Добрые люди мира» (2012)
- Медаль «За укрепление культурных традиций» (2012)
- Серебряная медаль ТСХР (2012)
- Медаль «За вклад в развитие образования» (2013)
- Почётный знак Мособлдумы «За трудовую доблесть» (2013)
- Медаль за вклад в развитие образования «Доброта, справедливость и мудрость» (2013)
- Почётный знак «Педагог года» (2015)
- Почётный знак «Директор года-2017» независимого общественного совета «Школа будущего» (2017)
- Почётный знак «За заслуги перед городом» (2017)
- Почетный знак Мособлдумы «За труды» (2017)
- Знак «За заслуги перед Московской областью» 3 степени (2018)
- Знак Мособлдумы «За верность Подмосковью» (2019)
- Медаль «5 лет воссоединения Крыма с Россией» (2023)
- Медаль «За вклад в развитие художественного образования» Международного союза педагогов-художников (2024)
- Почётный знак Мособлдумы «За верность Подмосковью» (2024)
- Почётный гражданин города Коломны (2020)

Награды РАХ
- Медаль «Шувалов» РАХ (2013)
- Диплом РАХ (2017)
- Медаль «За заслуги перед Академией» РАХ (2018)
- Медаль «Достойному» РАХ (2024)